# Medal za Męstwo Wojskowe
Medal za Męstwo Wojskowe (wł. Medaglia al valore militare) – wysokie odznaczenie wojskowe Królestwa Sardynii, Królestwa Włoch oraz Republiki Włoskiej. Nadawany żołnierzom włoskim i sprzymierzonym bez względu na stopień, osobom cywilnym, a także oddziałom wojskowym i innym zbiorowościom za czyny waleczności i męstwa w czasie wojny. Posiada trzy stopnie: złoty (Medaglia d’oro), srebrny (Medglia d’argento) oraz brązowy (Medaglia di bronze). Może być nadany w każdym stopniu wielokrotnie.

## Historia
Ustanowiony 21 maja 1793 roku przez króla Sardynii Wiktora Amadeusza III w dwóch stopniach (złotym i srebrnym) ”...per bassi ufficiali e soldati che avevano fatto azioni di segnalato valore in guerra” (dla młodszych oficerów i żołnierzy, za czyny wybitnej dzielności dokonane podczas wojny). 14 sierpnia 1815 roku medal został zniesiony, po ustanowieniu przez Wiktora Emanuela I Orderu Sabaudzkiego Wojskowego, jednakże przywrócony przez Karola Alberta 26 marca 1833 roku jako odznaczenie trójstopniowe. Statut odznaczenia został zmodyfikowany dekretem królewskim nr 1423 z 4 grudnia 1932 roku. Od 1946 roku odznaczenie jest uznane i nadawane również w Republice Włoskiej.

## Opis i sposób noszenia
1793–1815
Awers: wizerunek Wiktora Amadeusza III; rewers: trofeum ze sztandarów z napisem „VALOR MILITARE”.
1833–1946
Awers: zwieńczona koroną i otoczona gałązkami laurowymi owalna tarcza z godłem dynastii sabaudzkiej (biały krzyż na pionowo szrafowanym polu), z napisem „AL VALORE MILITARE” wokół; rewers: dwie gałązki laurowe otaczające miejsce na wygrawerowanie nazwiska i oddziału odznaczonego oraz data i miejsce czynu, za który medal został nadany. Wstążka: niebieska; na baretce medalu złotego i srebrnego znajduje się odp. zł. lub sr. pięcioramienna gwiazdka, a od roku 1943 na baretce medalu brązowego gwiazdka brązowa. Medal był noszony po lewej stronie piersi, po Orderze Wojskowym, a przed wszystkimi pozostałymi odznaczeniami. Każde nadanie było noszone oddzielnie.
| Medal złoty    | Medal srebrny | Medal brązowy |
| Baretki medalu |               |               |
| Medal złoty    | Medal srebrny | Medal brązowy |

Od 1946 roku
Awers: godło Republiki Włoskiej, otoczone od góry napisem „AL VALORE MILITARE” wokół; rewers: jak poprzednio. Wstążka: niebieska; gwiazdka na baretce medalu złotego jest otoczona laurowym wieńcem.
| Medal złoty    | Medal srebrny | Medal brązowy |
| Baretki medalu |               |               |
| Medal złoty    | Medal srebrny | Medal brązowy |

## Odznaczeni (lista niepełna)

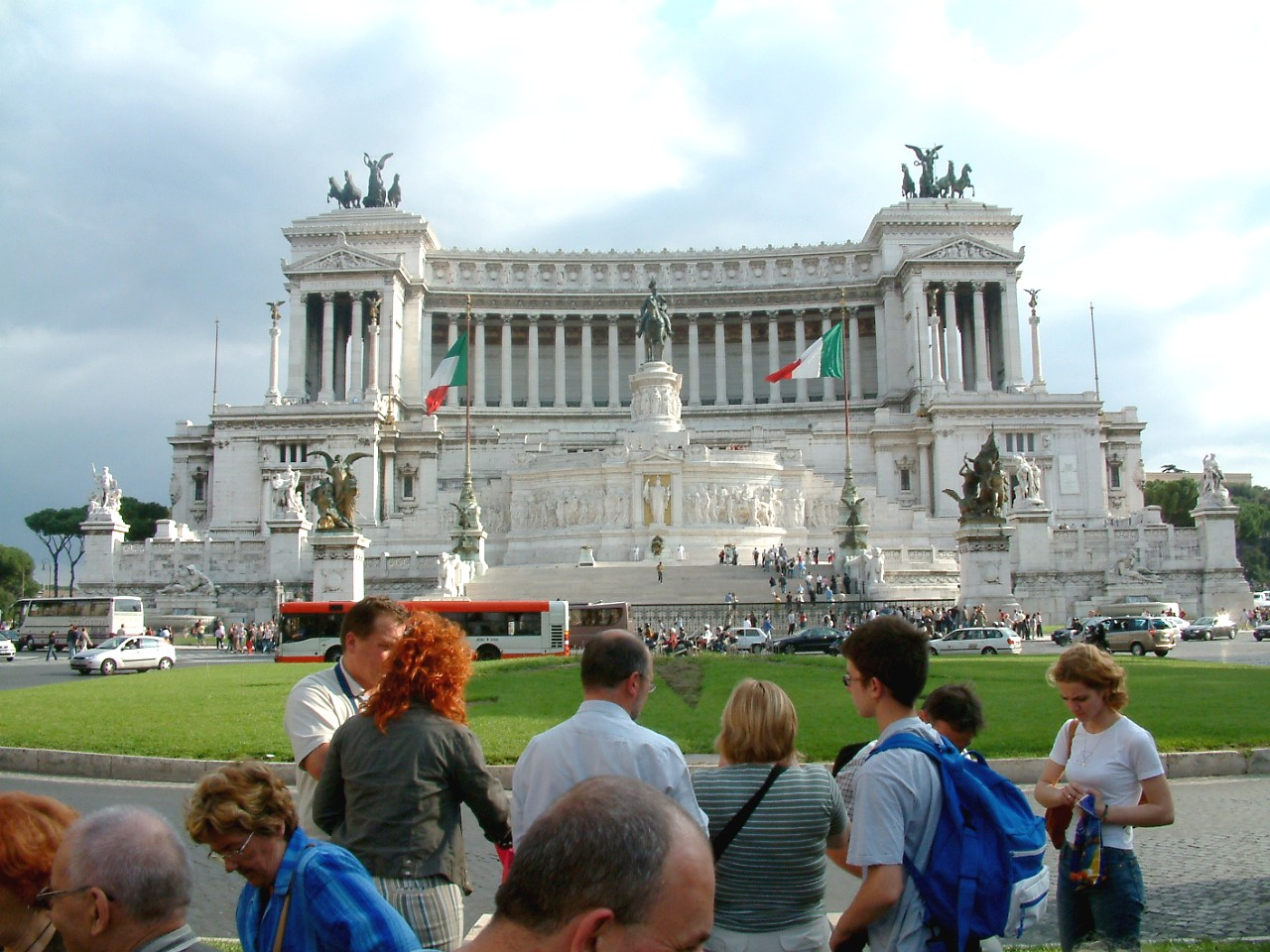
Plac Wenecki w Rzymie – pomnik Wiktora Emanuela II z Grobem Nieznanego Żołnierza, odznaczonym Złotym Medalem za Męstwo Wojskowe

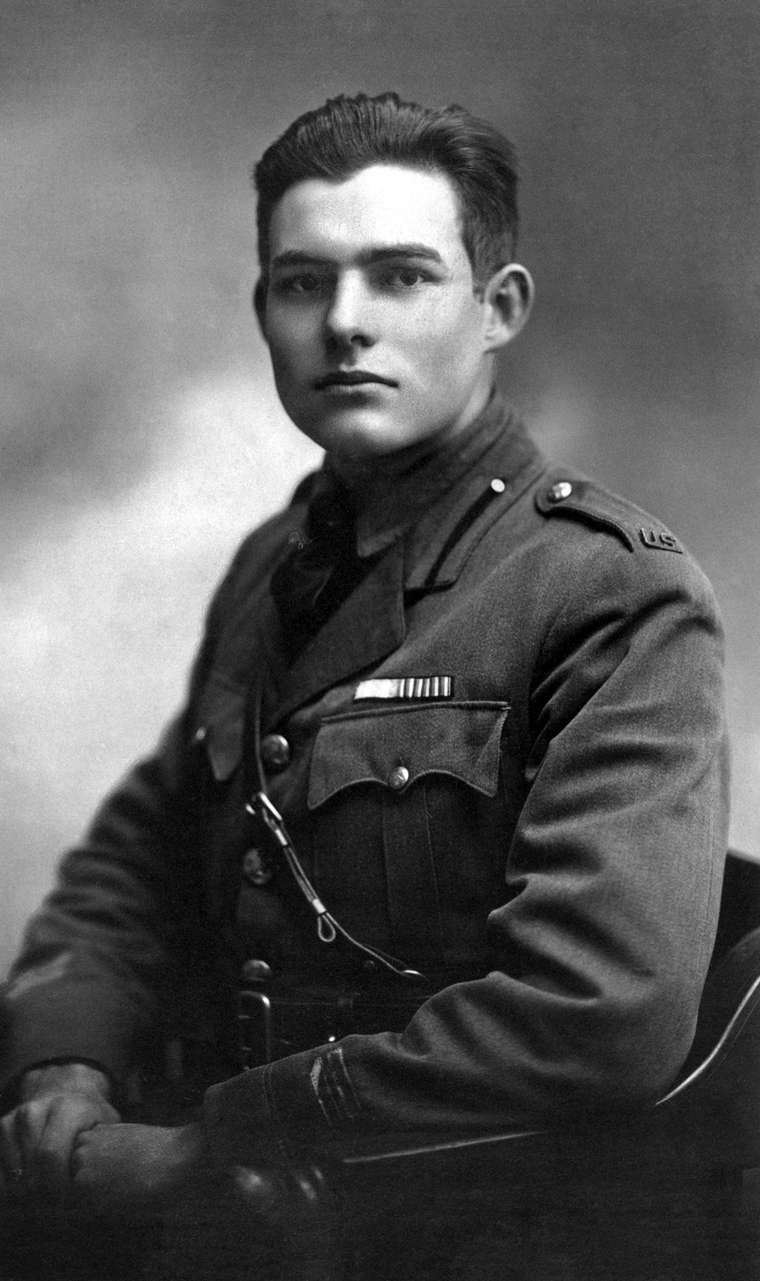
Ernest Hemingway w mundurze z baretką Medalu za Męstwo Wojskowe, Mediolan, 1918

Medal złoty jest przyznawany niemal zawsze pośmiertnie. Podczas I wojny światowej miało miejsce zaledwie 368 nadań indywidualnych i 37 nadań zbiorowych; medalem odznaczono również Grób Nieznanego Żołnierza w Rzymie. Medal otrzymało wówczas 4 cudzoziemców (w tym car Rosji Mikołaj II). Liczba indywidualnych nadań medalu srebrnego podczas I wojny światowej wynosiła 38 614, zaś medalu brązowego 60 244. Medal jest nadawany do dziś. W latach 2001–2010 przyznano osiem złotych medali.
Nadania zbiorowe
- Miasto Cassino[1]
- Miasto Neapol
- Grób Nieznanego Żołnierza w Rzymie

Medal złoty
- Francesco Baracca
- Nicola Calipari(inne języki)
- Inigo Campioni
- Joachim Müncheberg
- Sandro Pertini

Medal srebrny
- Italo Balbo
- William George Barker
- Ernest Hemingway
- Hans-Joachim Marseille
- Erwin Rommel
- Hans-Ulrich Rudel